# Mariehällsskolan
Mariehällsskolan är en kommunal grundskola i  Annedal i stadsdelen Mariehäll i Bromma, Västerort inom Stockholms kommun. Skolan invigdes den 20 augusti 2014.
Den nybyggda skolan ligger på Tappvägen 23 i Mariehäll "mitt i byn" i det nya bostadsområdet Annedal, som är en ny stadsdel mellan Stockholm och Sundbyberg. Annedal är ett område i stadsdelen Mariehäll, som är en del i stadsdelsområdet Bromma i Västerort inom Stockholms kommun. Området ligger vid gränsen till Sundbybergs kommun. Det tillhör Bromma församling och är beläget vid Bällstaån.
Den nybyggda Mariehällsskolan invigdes vid höstterminens start den 20 augusti 2014. Skolan startar med elever från förskoleklass upp till årskurs 4. Under skolans första år kommer även förskoleverksamhet att vara lokaliserad i huset. Förskoleverksamheten kommer successivt att ersättas av elever under tiden skolan växer för att slutligen, om två år, ha årskurserna F-6. När skolan är färdigbyggd kommer den ha en kapacitet för cirka 720 elever och i första hand fånga upp behovet av skolplatser i Annedal och andra delar av de närliggande områdena i Mariehäll.
Mariehällsskolan har byggts för att bli en miljöbyggnad i silverklass enligt Sweden Green House Buildings klassificeringssystem. I klassificeringen tas hänsyn till faktorer inom områdena energi, innemiljö och byggnadsmaterial.
Det är Skolfastigheter i Stockholm AB (SISAB), som har byggt Mariehällsskolan. SISAB är ett kommunalt bolag som äger och förvaltar merparten av Stockholms kommuns förskolor, grundskolor och gymnasieskolor.
Vid invigningen deltog konferencier Maria Wells. Skolborgarrådet Lotta Edholm och finansborgarrådet Sten Nordin klippte guldband för att inviga skolan. Därmed var skolan officiellt öppnad. SISAB:s vd Åsa Öttenius och projektansvarige Susanne Herold överlämnade en tavla och nyckeln till skolan till rektor Anette Madsen. Invigningen avslutades med jubel när musikgruppen Alcazar klev upp på scenen och framförde några av sina låtar.

## Konstnärlig utsmyckning
Skulptören Roland Persson har utformat en skulptur vid skolan 2014. Skulpturen heter Expeditionen.